# پهپاد رزمی

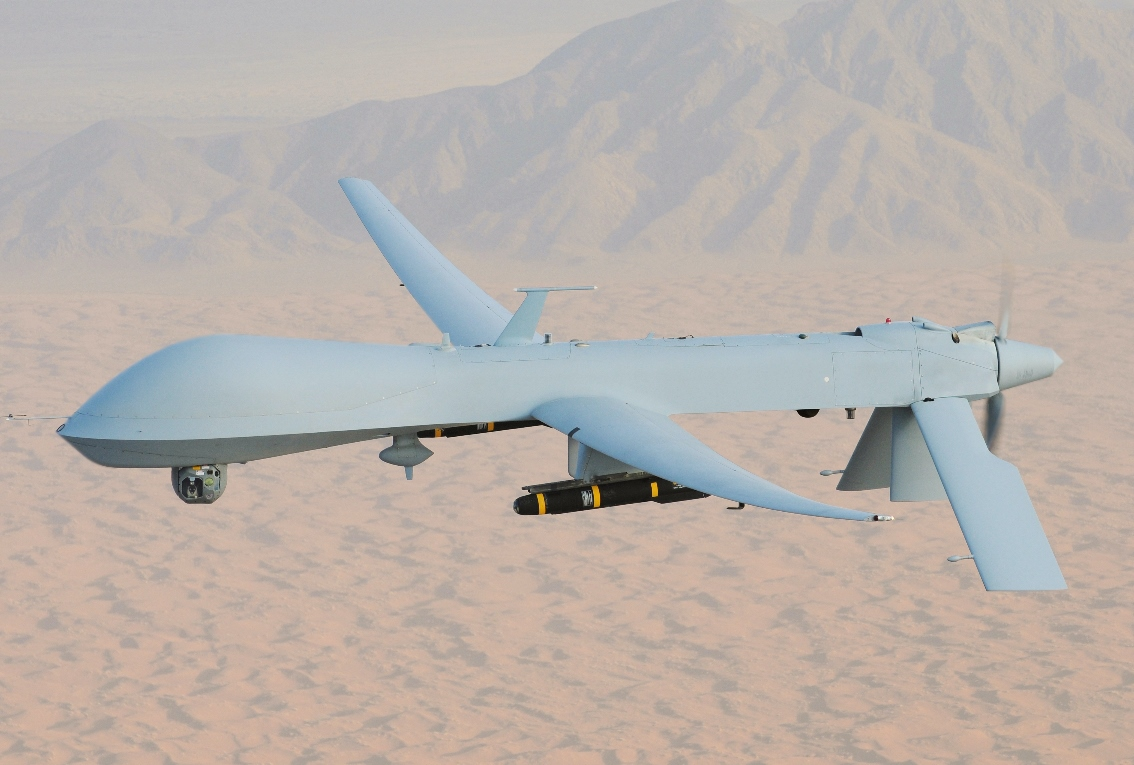
پهپاد اِم کیو-۱ پرداتور مسلح به موشک ای‌جی‌ام-۱۱۴ هل‌فایر متعلق به نیروی هوایی آمریکا

پَهپاد رزمی یا هواگرد بی‌سرنشین رزمی (انگلیسی: Unmanned combat aerial vehicle) گونه‌ای از پهپاد است که برای عملیات اطلاعات، نظارت، شناسایی و یافتن هدف به‌کار می‌رود و همچنین می‌تواند مهمات هواگرد نظامی از جمله بمب‌ها، موشک‌های متعارف و هدایت‌شونده ضدتانک برای استفاده در حمله پهپادی حمل کند. این پهپادها معمولاً همزمان با عملیات، در کنترل کاربر انسانی با سطوح مختلف عملکرد خودکار هستند. پهپادهای رزمی برخلاف پهپادهای نظارت و شناسایی، هم برای حملات پهپادی و هم برای شناسایی میدان نبرد استفاده می‌شوند.
پهپادهای رزمی خلبان انسانی ندارند. چون‌که کاربر پهپاد را با سامانهٔ راه دور هدایت می‌کند؛ نیازی به تجهیزات لازم برای خلبان انسانی نیست، در نتیجه وزنی کمتر و اندازه‌ای کوچکتر از هواپیمای باسرنشین دارد. برخی کشورها پهپادهای عملیاتی بومی در اختیار دارند و بسیاری دیگر پهپادهای رزمی یا شناسایی خریده‌اند یا در حال توسعه آنها هستند.

## تاریخچه
لی دفارست، مخترع پیشگام دستگاه‌های رادیویی و اولیسس آرماند سانابریا، مهندس تلویزیون، از اولین ارائه‌کنندگان مفهوم پهپاد رزمی بودند. در سال ۱۹۴۰، آنها طرح خود را در مقاله‌ای در نشریه Popular Mechanics ارائه کردند. مفهوم امروزی پهپاد نظامی، از طرح جان استوارت فاستر، فیزیکدان هسته‌ای و رئیس سابق آزمایشگاه ملی لورنس لیورمور (که در آن زمان آزمایشگاه رادیویی لارنس نامیده می‌شد) برآمده‌است. در سال ۱۹۷۱، فاستر خورهٔ هواپیماهای مدل بود و در نظر داشت که می‌توان از این سرگرمی در ساخت سلاح استفاده کرد. او برنامه‌هایی را طراحی کرد و تا سال ۱۹۷۳ در دارپا دو پیش‌نمونه به نام‌های «پریری» و «کالرا» ساخته شد. آنها از یک موتور اصلاح‌شده ماشین چمن‌زنی نیرو می‌گرفتند و می‌توانستند با حمل باری به وزن ۱۳ کیلوگرم به مدت دو ساعت در هوا پایدار بمانند.
در سال ۱۹۷۳ در جنگ یوم کیپور، اسرائیل از پهپادهای هدف غیرمسلح آمریکایی ریان فایربی استفاده کرد تا با فریب دادن مصر، زرادخانه موشک‌های ضدهوایی آنها را تضعیف کند. با این کار هیچ آسیبی به خلبانان اسرائیلی نرسید و آنها از پدافند مستهلک شده مصر بهره‌برداری کردند. در اواخر دهه ۷۰ و ۸۰ میلادی، اسرائیل دو پهپاد اسکوت و پایونیر، از نخستین نمونه‌های سبکتر و بادپر (گلایدر) پهپادها را توسعه داد که امروزه به‌طور گسترده ساخته می‌شوند. اسرائیل به‌عنوان پیشگام استفاده از پهپادها برای نظارت همزمان، جنگ الکترونیک و فریب شناخته می‌شود. تصاویر به‌دست آمده و فریب راداری به‌کمک این پهپادها باعث شد اسرائیل، پدافند هوایی سوریه را در en:Operation Mole Cricket 19 در آغاز جنگ ۱۹۸۲ لبنان کاملاً خنثی کند و در نتیجه هیچ هواگرد سرنشین‌داری سرنگون نشد.
در اواخر دهه ۱۹۸۰، ایران یک پهپاد مجهز به ۶ گلوله آرپی‌جی-۷ را در جنگ ایران و عراق استفاده کرد.
در پی موفقیت‌های اسرائیل، آمریکا هم به‌سرعت تعدادی پهپاد به دست آورد، به‌گونه‌ای که سامانه‌های هانتر و پایونیر آن مشتقات مستقیم مدل‌های اسرائیلی هستند. نخستین «جنگ پهپادی» در اولین جنگ خلیج فارس رخ داد؛ طبق گزارش وزارت نیروی دریایی در ماه مه ۱۹۹۱: «همیشه در طول عملیات طوفان صحرا حداقل یک پهپاد در هوا بود.» پس از اینکه در جنگ اول خلیج فارس سودمندی پهپادها با موفقیت ثابت شد، کشورهای گوناگونی برای توسعه بومی پهپادهای رزمی سرمایه‌گذاری گسترده‌ای کردند. اولین «کشت» توسط یک پهپاد آمریکایی در ۷ اکتبر ۲۰۰۱ در قندهار رخ داد.
در سال‌های اخیر، آمریکا استفاده از حملات پهپادی را علیه اهدافی در کشورهای خارجی و جاهای دیگر به‌عنوان بخشی از جنگ با تروریسم افزایش داده‌است. یک تخمین در ژانویه ۲۰۱۴ نشان داد، در مدت پنج سال ۲۴۰۰ نفر بر اثر حملات پهپادی آمریکا جان باخته‌اند. در ژوئن ۲۰۱۵، مجموع تلفات حملات پهپادی آمریکا بیش از ۶۰۰۰ تخمین زده شد.
در سال ۲۰۲۰، ترکیه به اولین کشوری تبدیل شد که از پهپادهای رزمی در یک حمله بزرگ و هماهنگ در یک میدان جنگ متعارف، هنگام حمله به نیروهایی در سوریه استفاده کرد. از آنها برای حمله به مواضع دشمن، تأمین پوشش برای نیروهای زمینی و شناسایی توپخانه استفاده می‌شد. پهپادها در جنگ ۲۰۲۰ قره باغ کوهستانی بین جمهوری آذربایجان و ارمنستان به‌طور گسترده استفاده شدند. استفاده جمهوری آذربایجان از پهپادهای ارزان‌تر تی‌بی۲ ترکیه در پیروزی آنها برابر نیروهای ارمنی بسیار مهم تلقی شد. پهپادها همچنین در طول تهاجم ۲۰۲۲ روسیه به اوکراین به‌طور گسترده به‌کار رفتند. استفاده از پهپادها مزیت هزینه‌ای دارد: «مردم پهپادهای کوچکی را می‌گیرند، مانند پهپادهایی که می‌توانید در JB Hi-Fi با قیمت ۲۰۰۰ دلار بخرید، یک نارنجک روی آنها می‌گذارند و آنها را روی جمعیت یا تانک هدایت می‌کنند و نارنجک را رها می‌کنند. شما اساساً می‌توانید یک وسیلهٔ ۳۰۰۰ دلاری بسازید تا یک وسیلهٔ ۵ میلیون دلاری را که دشمن شما در اختیار دارد، نابود کنید.»
یک مطالعه در سال ۲۰۲۲ که تأثیر پهپادهای رزمی را بر جنگ ارزیابی کرد، نشان داد که پهپادها در برابر پدافند هوایی و سامانه‌های جنگ الکترونیکی بسیار آسیب‌پذیر هستند و پهپادها تنها در صورتی می‌توانند به‌طور مؤثر عمل کنند که با سایر تجهیزات یک نیروی مسلح هم‌افزایی کنند. این مطالعه به این نتیجه رسید که پهپادهای رزمی به‌تنهایی تأثیر انقلابی بر جنگ ندارند.

## فهرست

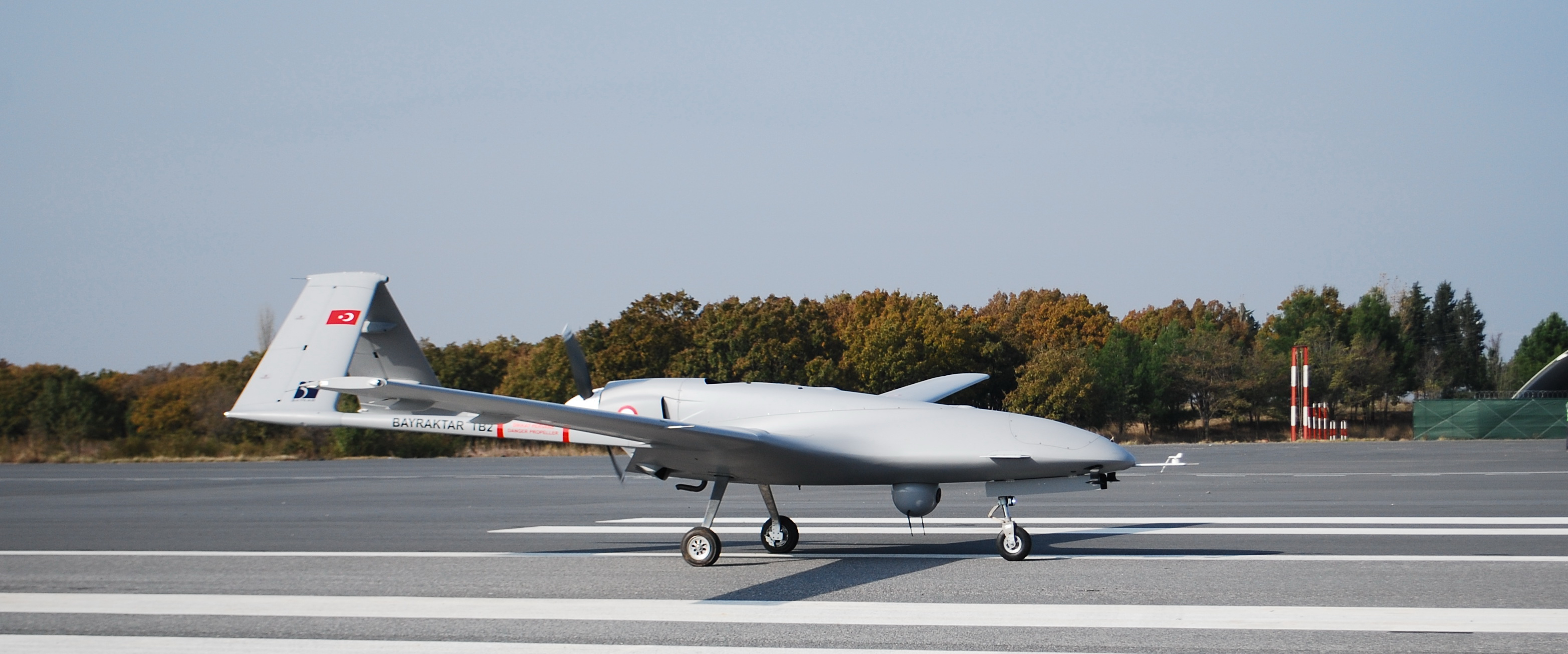
یک پهپاد بیرقدار تی‌بی۲ در باند فرود

### عملیاتی
جدول زیر شامل تعدادی از پهپادهای رزمی کنونی است؛
| کشور                | سازنده              | هواگرد             | زمان آغاز تولید |
| ------------------- | ------------------- | ------------------ | --------------- |
| ایالات متحده آمریکا | جنرال اتمیکس        | اِم کیو-۱ پرداتور   | ۱۳۷۴ خ - ۱۹۹۵ م |
| آمریکا              | جنرال اتمیکس        | ام‌کیو-۹ ریپر       | ۱۳۸۶ خ - ۲۰۰۷ م |
| آمریکا              | جنرال اتمیکس        | ام‌کیو-۱سی گری ایگل | ۱۳۸۸ خ - ۲۰۰۹ م |
| چین                 | چنگدو               | وینگ لونگ ۱        | ۱۳۹۰ خ - ۲۰۱۱ م |
| چین                 | چنگدو               | وینگ لونگ ۱۰       | ۱۳۹۵ خ - ۲۰۱۶ م |
| چین                 | چنگدو               | وینگ لونگ ۲        | ۱۳۹۶ خ - ۲۰۱۷ م |
| چین                 | هانگدو              | جی جِی۱۱            | ۱۳۹۲ خ - ۲۰۱۳ م |
| ترکیه               | صنایع هوافضای ترکیه | تای آنکا           | ۱۳۸۹ خ - ۲۰۱۰ م |
| ترکیه               | بیرقدار             | بیرقدار تی‌بی۲      | ۱۳۹۳ خ - ۲۰۱۴ م |
| ترکیه               | صنایع هوافضای ترکیه | تای آکسونغور       | ۱۳۹۸ خ - ۲۰۱۹ م |
| ترکیه               | بیرقدار             | بیرقدار آکینجی     | ۱۴۰۰ خ - ۲۰۲۱ م |
| پاکستان             | نِسکوم               | بُراق               | ۱۳۸۸ خ - ۲۰۰۹ م |
| پاکستان             | جی-آی-دی-اس         | شاهپر۲             | ۱۴۰۰ خ - ۲۰۲۱ م |
| ایران               | هِسا                 | شاهد ۱۲۹           | ۱۳۹۱ خ - ۲۰۱۲ م |
| ایران               | صنایع هوایی ایران   | مهاجر-۶            | ۱۳۹۷ خ - ۲۰۱۸ م |
| ایران               | هِسا                 | شاهد ۱۴۹           | ۱۴۰۰ خ - ۲۰۲۱ م |
| روسیه               | گروه کرونشتات       | اُریون              | ۱۳۹۹ خ - ۲۰۲۰ م |

پهپادهایی مانند ایتان اسرائیلی، کاسک‌رینبو چینی و حماسه ایرانی هم توانایی‌های رزمی دارند. کشورهای مختلف مانند اوکراین، هند، بریتانیا، استرالیا، آمریکا و روسیه در حال تولید پهپادهای آینده ارتش‌های خود هستند.

### درحال توسعه

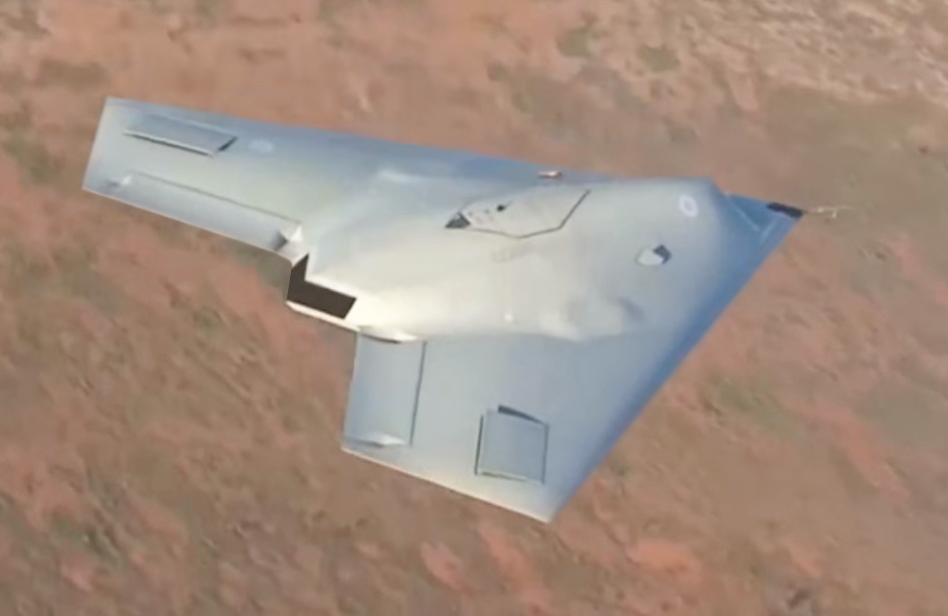
پهپاد BAE Taranis یکی از طرح‌های بزرگ در جهان است.

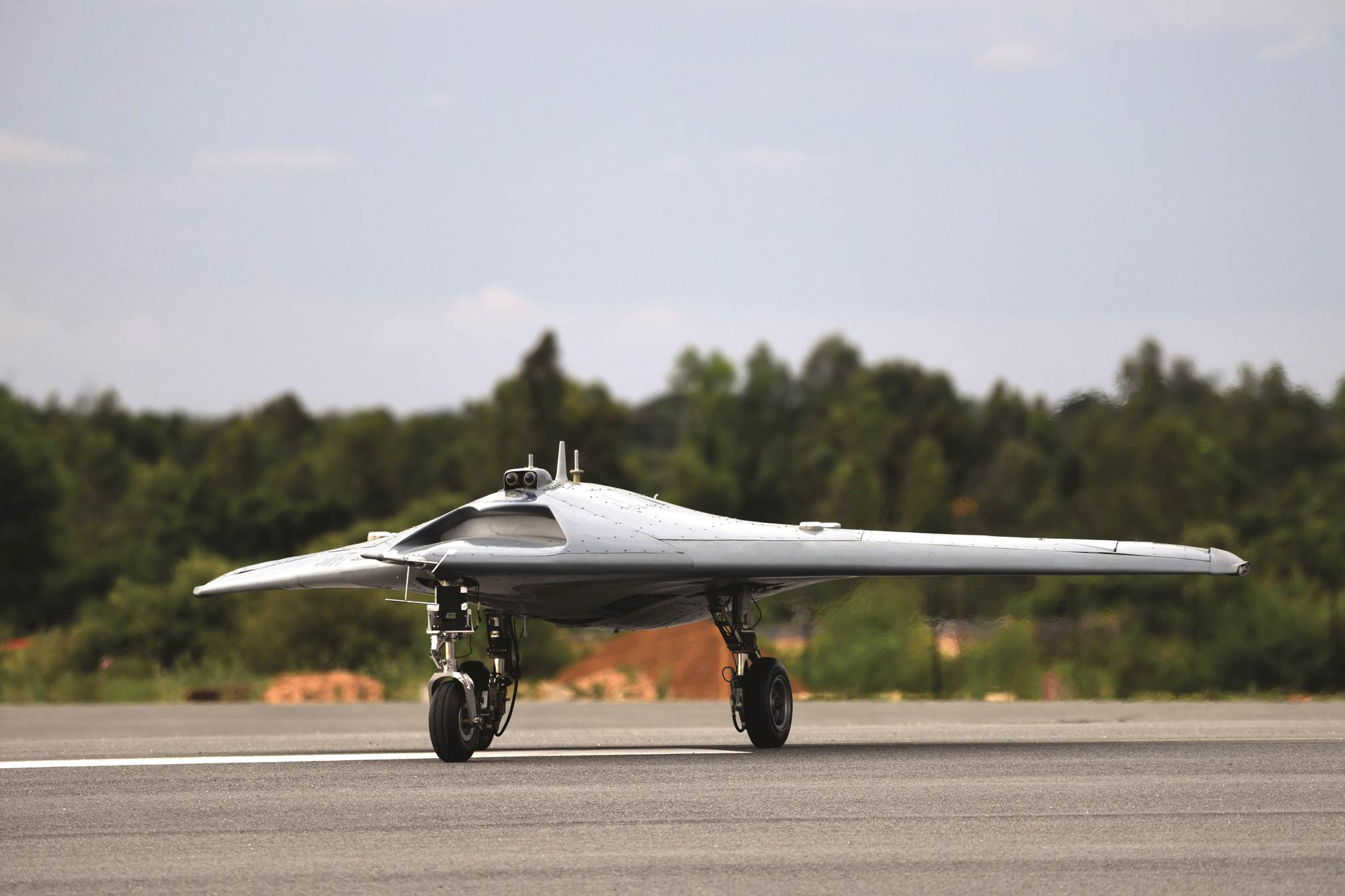
DRDO Ghatak

جدول زیر شامل چند طرح آزمایشی یا درحال توسعه است؛

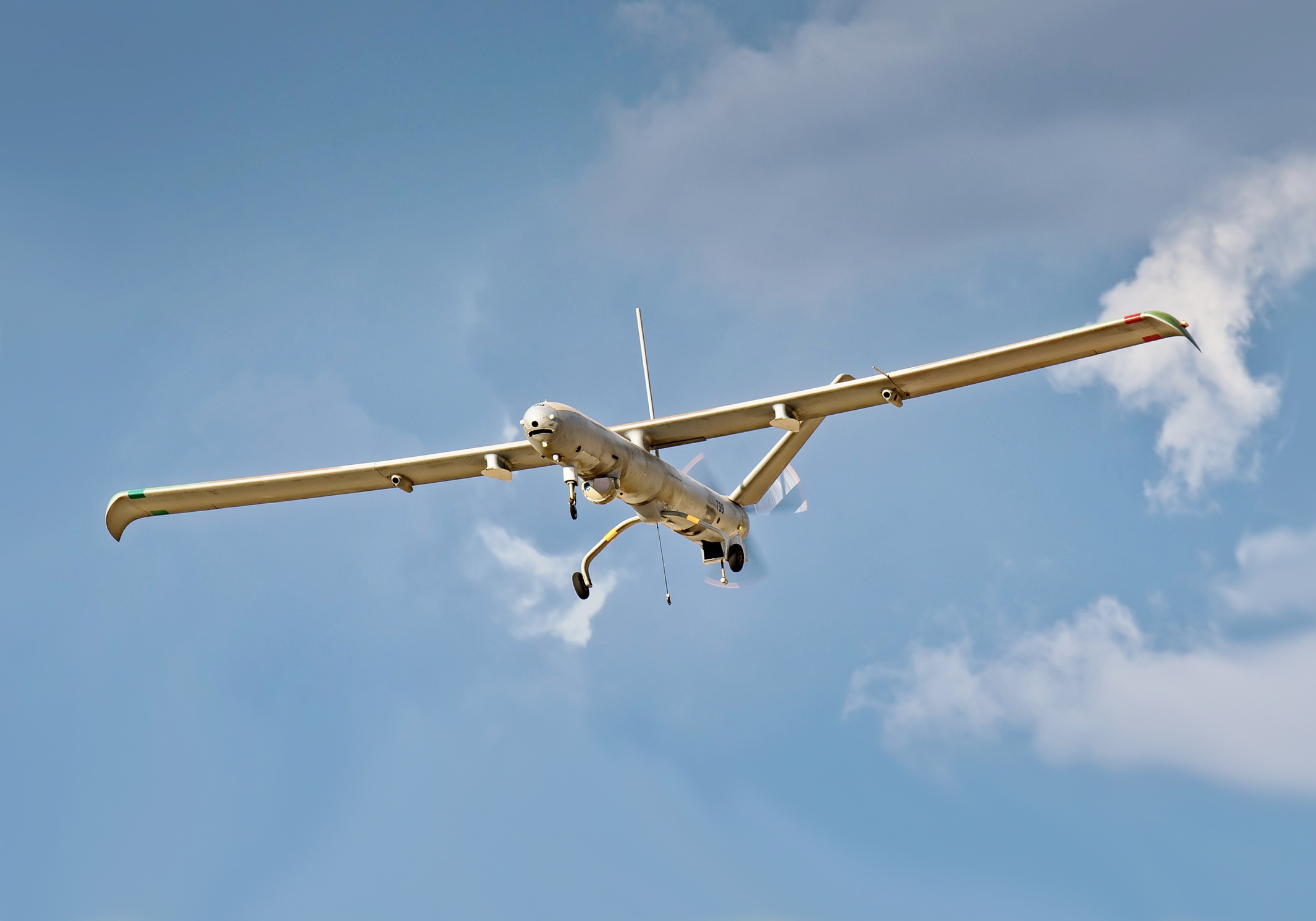
یک هرمس ۴۵۰ نیروی هوایی اسرائیل درحال پرواز

| پهپاد                   | کشور     | توضیح                                     |
| ----------------------- | -------- | ----------------------------------------- |
| AVIC Dark Sword         | چین      | نمایشگر/آزمایش فناوری                     |
| BAE Systems Corax       | بریتانیا | نمایشگر فناوری                            |
| BAE Systems Taranis     | بریتانیا | نمایشگر فناوری                            |
| بوئینگ فانتوم ری        | آمریکا   | در حال توسعه/تست                          |
| ام‌کیو-۲۸                | استرالیا | در حال توسعه/تست                          |
| داسو ان‌یوروان           | اروپا    | پهپاد پنهانکار                            |
| EMC Operations Anaconda | بریتانیا | در حال توسعه/تست                          |
| ایکس-۴۷ای               | آمریکا   | نمایشگر فناوری، شامل انواع ایکس-۴۷بی / سی |
| بیرقدار قزل‌الما         | ترکیه    | آزمایشهای پرواز                           |
| TAI Anka-3              | ترکیه    | در حال توسعه                              |
| اس-۷۰ اوختونیک          | روسیه    | در حال توسعه                              |
| DRDO Ghatak             | هند      | نمایشگر فناوری                            |
| CATS Warrior            | هند      | در حال توسعه                              |
| یورودرون                | اروپا    | در حال توسعه                              |

### اسرائیل

#### البیت هرمس ۴۵۰
نیروی هوایی اسرائیل که یک اسکادران هرمس ۴۵۰ را در پایگاه هوایی پالماخیم در جنوب تل‌آویو اداره می‌کند، هرمس ۴۵۰ را برای استفاده به‌عنوان یک پهپاد تهاجمی ارتقا داده‌است و طبق برخی گزارش‌ها آن را به دو موشک هل‌فایر یا دو موشک بومی ساخت رافائل مجهز کرده‌است. موشک ساخته‌است. بر اساس گزارش‌های اسرائیلی، فلسطینی، لبنانی و مستقل، پهپاد تهاجمی اسرائیل درحال حمله به نوار غزه دیده شده‌است و در جنگ ۲۰۰۶ لبنان هم به‌طور گسترده استفاده شده‌است. اسرائیل این توانایی را انکار نکرده‌است، اما تا امروز، آن را به‌طور رسمی تأیید نکرده‌است.

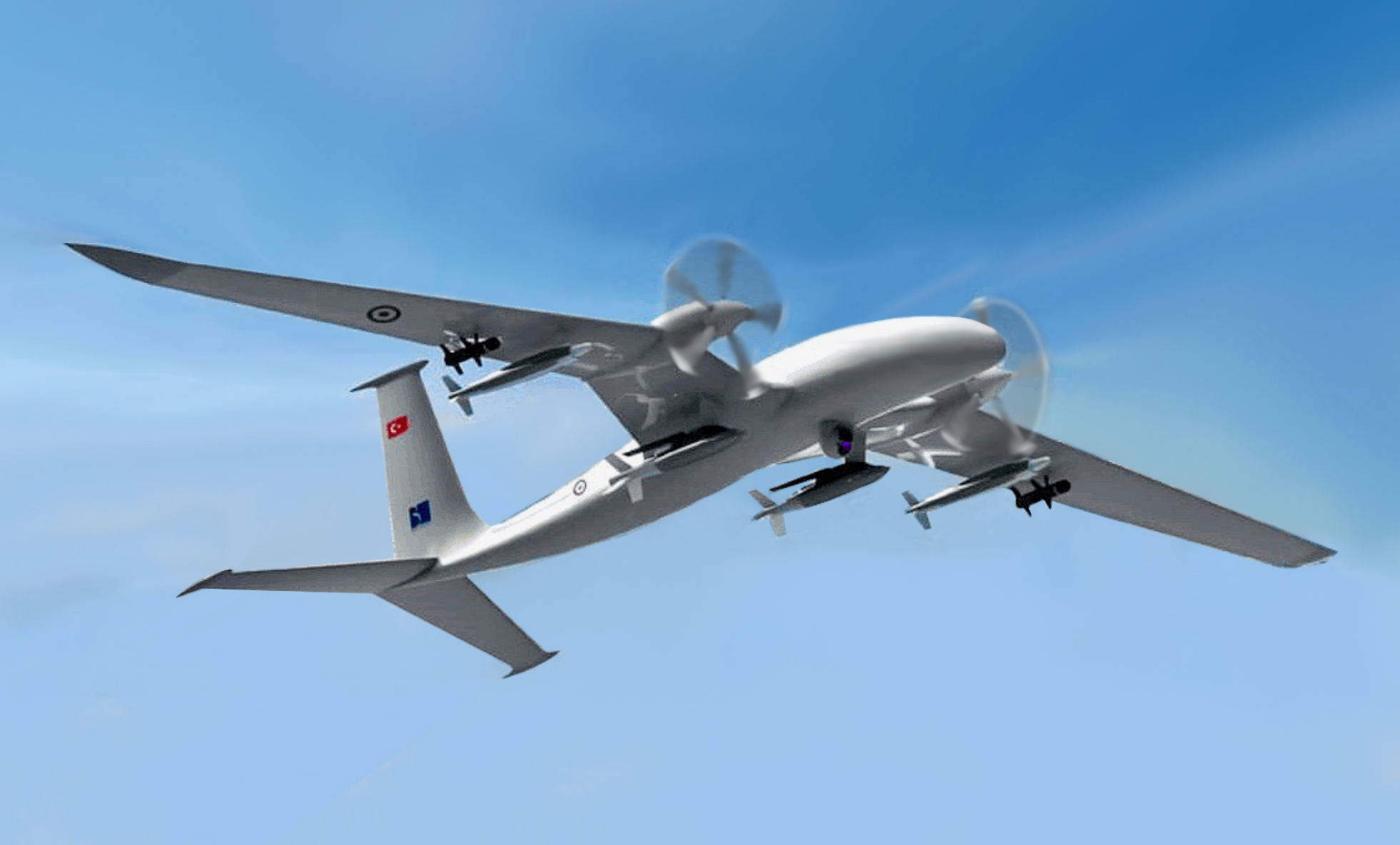
یک پهپاد رزمی پهن‌پیکر بیرقدار آکینجی

### ترکیه

#### تای آکسونغور
تای آکسونغور توسط صنایع هوافضای ترکیه برای نیروهای مسلح ترکیه ساخته شده‌است. این پهپاد افزون بر فناوری‌های موجود در سری پهپادهای تای آنکا، بزرگ‌ترین پهپاد این شرکت با ظرفیت بار مناسب برای تجهیزات ویژه مأموریت دارد. این پهپاد ممکن است برای شناسایی طولانی‌مدت، شنود الکترونیک، گشت دریایی و حمل مهمات جنگی استفاده شود. اولین واحد آن در ۲۰ اکتبر ۲۰۲۱ به نیروی دریایی ترکیه تحویل داده شد.

#### بیرقدار قزل‌الما
بیرقدار قزل‌الما یک هواگرد جت رزمی بی‌سرنشین، تک‌موتوره، پنهانکار، فراصوت و ناونشین است که شرکت بایکار آن را توسعه می‌دهد. اولین پرواز این پهپاد در دسامبر ۲۰۲۲ انجام شد.

#### تای آنکا-۳
آنکا-۳ نام پهپاد رزمی تک‌موتوره جدیدی است که تای ساخته‌است. این هواگرد، بال‌دیس است و از فناوری پنهانکاری بهره می‌گیرد. نقش این هواگرد سرکوب پدافند (SEAD)، نفوذ و بمب‌افکنی خواهد بود.

## نظر عمومی
در سال ۲۰۱۳، یک نظرسنجی از دانشگاه فرلی دیکنسون از داوطلبان ثبت‌نام‌شده پرسید: آیا آنها "با استفاده ارتش ایالات متحده آمریکا از پهپادها برای انجام حملات در خارج از کشور به مردم و دیگر اهدافی که تهدیدی برای آمریکا تلقی می‌شوند، موافق هستند یا مخالف؟" نتایج نشان داد که از هر چهار رأی‌دهنده، سه نفر (۷۵ درصد) استفاده ارتش آمریکا از پهپادها برای انجام حملات را تأیید می‌کنند، در حالی که (۱۳ درصد) مخالفت می‌کنند. یک نظرسنجی توسط هافینگتون پست در سال ۲۰۱۳ نیز با اختلاف کمتری نشان داد که اکثریت رای‌دهندگان از قتل‌های هدفمند با استفاده از پهپادها حمایت می‌کنند. یک نظرسنجی در سال ۲۰۱۵ نشان داد که جمهوری‌خواهان و مردان بیشتر از حملات پهپادی آمریکا حمایت می‌کنند، در حالی که دموکرات‌ها، مستقل‌ها، زنان، جوانان و اقلیت‌ها حمایت کمتری نشان می‌دهند.
بیرون از آمریکا، مخالفت گسترده‌ای با قتل‌های پهپادی آمریکا وجود دارد. یک گزارش در ژوئیه ۲۰۱۴ نشان داد که اکثریت یا جمعیت غالب پاسخ‌دهندگان در ‏۳۹ کشور از ۴۴‏ کشور مورد بررسی با حملات پهپادهای آمریکا در کشورهایی مانند پاکستان، یمن و سومالی مخالف بودند. آمریکا، کنیا و اسرائیل تنها کشورهایی بودند که دست‌کم نیمی از رای‌دهندگان از حملات پهپادی حمایت می‌کردند. نشان‌داده شد که ونزوئلا ضد پهپادترین کشور است، جایی که ۹۲ درصد از پاسخ‌دهندگان با حملات پهپادی آمریکا مخالف بودند و پس از آن اردن با ۹۰ درصد مخالفت بود. اسرائیل با ۶۵ درصد موافقت با حملات پهپادی آمریکا و ۲۷ درصد مخالفت، موافق‌ترین کشور بود.

## کاربران
کشورهایی که پهپاد مسلح عملیاتی دارند؛
- اتیوپی – بیرقدار تی‌بی۲،[۳۹] مهاجر ۶،[۴۰] وینگ لونگ ۲،[۴۱] بیرقدار آکینجی[۴۲]
- اسپانیا – ام‌کیو-۹ پرداتور[۴۳]
- اسرائیل – هرمس ۴۵۰،[۴۴] هرمس ۹۰۰،[۴۴] ایتان[۴۴]
- آفریقای جنوبی – دنل داینامیکس سیکر،[۴۵] میلکور ۳۸۰[۴۶]
- آلمان – ایتان[۴۷]
- امارات متحده عربی – بیرقدار تی‌بی۲،[۳۹] وینگ لونگ ۲،[۴۸] ام‌کیو-۱ پرداتور[۴۹]
- اندونزی – سی‌اچ-۴[۵۰]
- اوکراین – بیرقدار تی‌بی۲،[۳۹] آر۱۸، توپولف-۱۴۱، توپولف-۱۴۳[۵۱]
- ایالات متحده آمریکا – ام‌کیو-۱سی گری ایگل، ام‌کیو-۸ فایر اسکات، ام‌کیو-۸سی فایر اسکات، ام‌کیو-۹ ریپر، ام‌کیو-۲۰ اونجر
- ایتالیا – ام‌کیو-۹ پرداتور[۵۲]
- ایران – فطرس، شاهد ۱۲۹، شاهد ۱۴۹، شاهد ۱۹۱، کمان ۱۲، کمان ۲۲، مهاجر ۴، مهاجر ۶، مهاجر ۱۰، ابابیل ۴، ابابیل ۵، کرار
- بریتانیا – ام‌کیو-۹ ریپر/پروتکتور[۵۳]
- بنگلادش – بیرقدار تی‌بی۲[۵۴]
- بورکینافاسو – بیرقدار تی‌بی۲[۳۹]
- پاکستان – بیرقدار تی‌بی۲،[۳۹] بیرقدار آکینجی،[۵۵] وینگ لونگ ۲،[۵۶] شَه‌پر ۲،[۵۷] براق،[۵۸] سی‌اچ-۴[۵۹]
- ترکمنستان – بیرقدار تی‌بی۲،[۳۹] بوسل ام‌بی۲،[۶۰] دابلیوجی-۶۰۰،[۶۰] سی‌اچ-۳[۶۰]
- ترکیه – تای آنکا، بیرقدار تی‌بی۲،[۳۹] وستل کارایل، تای آکسونغور،[۶۱] بیرقدار آکینجی،[۶۲] ام‌کیو-۱ پرداتور[۶۳]
- توگو – بیرقدار تی‌بی۲[۳۹]
- تونس – بیرقدار تی‌بی۲،[۶۴] تای آنکا[۶۵]
- جمهوری آذربایجان – بیرقدار تی‌بی۲[۳۹]
- جیبوتی – بیرقدار تی‌بی۲[۳۹]
- چاد – تای آنکا[۶۶]
- چین – وینگ لونگ ۱، وینگ لونگ ۲، وینگ لونگ ۱۰، تِنگ‌دِن-تی‌بی۰۰۱
- رواندا – بیرقدار تی‌بی۲[۳۹]
- روسیه – مهاجر ۶،[۶۷] فورپست-آر،[۶۸] کرونشتات اُریون،[۶۹] لوچ کورسر،[۷۰] موراوی[۷۱]
- رومانی – بیرقدار تی‌بی۲[۷۲]
- ژاپن – ام‌کیو-۹ ریپر[۷۳]
- سودان – مهاجر ۶[۷۴]
- سوریه – ابابیل ۳[۷۵]
- سومالی – بیرقدار تی‌بی۲[۷۶]
- صربستان – پِگاز،[۷۷] وینگ لونگ ۱،[۷۸] سی‌اچ-۹۵،[۷۹] سی‌اچ-۹۲[۸۰]
- عراق – سی‌اچ-۴،[۸۱] مهاجر ۶[۸۲]
- عربستان سعودی – وینگ لونگ ۲،[۸۳] دنل داینامیکس سیکر،[۸۴] وستل کارایل[۸۵]
- فرانسه – ام‌کیو-۹ ریپر[۸۶]
- قرقیزستان – بیرقدار تی‌بی۲[۳۹]
- قطر – بیرقدار تی‌بی۲[۳۹]
- کوزوو – بیرقدار تی‌بی۲[۳۹]
- لهستان – بیرقدار تی‌بی۲،[۳۹] ام‌کیو-۹ ریپر[۸۷]
- لیبی – بیرقدار تی‌بی۲،[۳۹] بیرقدار آکینجی[۸۸] (توسط جی‌ان‌ای)/ وینگ لونگ ۲ (توسط ال‌ان‌ای)
- مالی – بیرقدار تی‌بی۲[۳۹]
- مراکش – بیرقدار تی‌بی۲،[۳۹] ئی‌ای‌دی‌اس هرفنگ،[۸۹] وینگ لونگ ۱،[۹۰] ام‌کیو-۱ پرداتور،[۹۱] ام‌کیو-۹ ریپر[۹۲]
- مصر – وینگ لونگ ۱،[۹۳] سی‌اچ-۴[۹۴]
- میانمار – سی‌اچ-۳،[۹۵] سی‌اچ-۴[۹۶]
- نیجر – بیرقدار تی‌بی۲[۳۹]
- نیجریه – بیرقدار تی‌بی۲،[۳۹] وینگ لونگ ۲[۹۷]
- ونزوئلا – مهاجر ۶[۹۸]
- هلند – ام‌کیو-۹ ریپر[۹۹]
- هند – هرمس ۹۰۰،[۱۰۰] ایتان،[۱۰۱] ام‌کیو-۹ ریپر[۱۰۲]
- یونان – ایتان[۱۰۳]

## برای مطالعهٔ بیشتر
- Horowitz M, Schwartz JA, Fuhrmann M. 2020. "Who’s prone to drone? A global time-series analysis of armed uninhabited aerial vehicle proliferation." Conflict Management and Peace Science.